# Policrate (sofista)
Policrate (in greco antico: Πολυκράτης?, Polykrátēs; 440 a.C. – 370 a.C.) è stato un retore e sofista ateniese, che in seguito si ritirò a vivere a Cipro.

## Opere
Fra il 392 e il 390 a.C., Policrate scrisse L'accusa contro Socrate la condanna a morte di Socrate nel 399 a.C., rivolgendogli la critica di essere un antidemocratico e quindi approvando le imputazioni che gli erano state rivolte. Scrisse anche opere di condanna contro Clitemnestra, conosciuta per l'omicidio del marito Agamennone, e Busiride, che uccise e divorò i suoi ospiti.